# Новопавлівка (Мигіївська сільська громада)
Новопа́влівка — село в Україні, у Мигіївській сільській громаді Первомайського району Миколаївської області. Населення становить 69 осіб.

## Історія
На околицях села Новопавлівка, було виявлено стоянку епохи пізнього палеоліту і сліди поселення періоду пізньої бронзи кінця II тисячоліття до нашої ери. Територія навколо Новопавлівки входить в зону однієї з найдавніших в Європі землеробської буго-дністровської культури. В IX — VIII столітті до н.е. на території Новопавлівки проживали кімерійці. Згодом їх витіснили племена скіфів, які проживали тут до II століття н.е., займаючись скотарством. Пізніше зі сходу прийшли сарматські племена.
З III — Х століття територію Новопавлівки поступово заселяють слов'янські племена. З Х століття ці землі входять до складу Київської держави.
З Х — ХІІІ століття південні землі захоплюють кочівники. А після татаро-монгольської навали край надовго обезлюднився.
Протягом другої половини XIV — першої половини XV століття територія навколо Новопавлівки стала місцем військових дій Литви проти ногайських князів. Із середини XV століття територія входить в Велике князівство Литовське, а з 1475 землі навколо Новопавлівки займають османи.
З моменту заснування Новопавлівки у 1815 році її історія тісно пов'язана з подіями в селі Лиса Гора.

## Населення

### Мова
Розподіл населення за рідною мовою за даними перепису 2001 року:
| Мова       | Кількість | Відсоток |
| ---------- | --------- | -------- |
| українська | 65        | 94.2%    |
| російська  | 2         | 2.9%     |
| румунська  | 2         | 2.9%     |
| Усього     | 69        | 100%     |

## Відомі мешканці
- Іван Миколайович Чабанов (*15 жовтня 1923 — †4 листопада 2001) — командир кулеметного розрахунку 108-го гвардійського стрілецького полку 36-ї гвардійської стрілецької дивізії, гвардії старший сержант, повний кавалер ордена Слави.